# 科爾巴赫
科尔巴赫（德語：Korbach，發音：[ˈkɔʁbax] ⓘ）是德国黑森州卡塞尔行政区瓦尔代克-弗兰肯贝格县的城市，也是瓦尔代克-弗兰肯贝格县的县治，面积124.11平方千米，2023年12月31日人口为24,089人。
科爾巴赫這個地方在980年首次被提及。當時奥托二世將科爾巴赫賜予柯维修道院。